# Białosielc (gmina)
Białosielc (lub Biełosielc, do 1868 Sielc II, od 1870 Krasnosielc) – dawna gmina wiejska istniejąca przez krótki czas (1868–1870) w guberni łomżyńskiej. Siedzibą władz gminy był Sielc.
Gmina Białosielc powstała za Królestwa Polskiego, 10 stycznia 1868, w związku z przemianowaniem gminy Sielc II na Białosielc w celu uniknięciu pomyłki z gminą Sielc I (którą równocześnie przemianowano na gmina Sielc). Gmina należała do powiatu makowskiego w guberni łomżyńskiej. 31 maja 1870 do gminy przyłączono pozbawiony praw miejskich Krasnosielc, po czym gminę przemianowano na gminę Krasnosielc.